# مقرض (القفر)

تعديل مصدري - تعديل

مقرض هي إحدى قرى عزلة بني سيف العالي بمديرية القفر التابعة لمحافظة إب، بلغ تعداد سكانها 306 نسمة حسب تعداد اليمن لعام 2004.